# Carelshaven
Carelshaven is een historisch hotel-restaurant gelegen aan de rand van Delden. Het bevindt zich op het landgoed Twickel en kent een geschiedenis die teruggaat tot de 18e eeuw. Door de eeuwen heen heeft Carelshaven een belangrijke rol gespeeld in zowel de lokale infrastructuur als de culinaire ontwikkeling van Oost-Nederland.

## Geschiedenis
Carelshaven werd in 1772 opgericht als schippersherberg aan de Twickelervaart. De vaart, een kanaal van ongeveer elf kilometer, werd aangelegd in opdracht van graaf Carel George van Wassenaer Obdam, destijds eigenaar van landgoed Twickel. Het doel van de vaart was om goederen als hout en bakstenen uit Twente te vervoeren naar het westen van Nederland. Bij de aanleg werd ook een haventje aangelegd met een herberg voor schippers, die tevens dienstdeed als tolhuis. Gedurende de 18e en 19e eeuw groeide Carelshaven uit tot een belangrijke halteplaats voor handelaren en reizigers. Carelshaven is vernoemd naar de stichter van het kanaal, graaf Carel van Wassenaer.

## 20e eeuw en Michelin-periode
In de 20e eeuw werd Carelshaven geëxploiteerd door de familie Kluvers, die het hotel-restaurant gedurende zes generaties runde. Onder hun leiding transformeerde het van een eenvoudige herberg tot een gastronomisch gerenommeerde bestemming. In 1967 was Carelshaven medeoprichter van de Alliance Gastronomique Neerlandaise, een vereniging van toprestaurants in Nederland en België. Van 1973 tot 1986 werd het restaurant bekroond met een Michelinster. Hiermee was Carelshaven het eerste restaurant in Oost-Nederland met een Michelinster.

## Sluiting en heropening
Na Kerstmis 2013 sloot Carelshaven de deuren, mede vanwege het ontbreken van opvolging binnen de familie. In 2014 werd het overgenomen door Alco en Evelyn van Berkel onder de naam Landgoed Hotel & Restaurant Carelshaven.

## Recente ontwikkelingen
Onder leiding van Van Berkel Hospitality is Carelshaven verder gemoderniseerd, terwijl het historische karakter werd behouden. De oorspronkelijke Gelagkamer en het huis van kunstschilder Herman van de Worp maken nog steeds deel uit van het complex. Het hotel beschikt over 21 kamers, diverse vergaderruimtes en een restaurant. Carelshaven is aangesloten bij onder andere Quality Lodgings, Chaîne des Rôtisseurs, Twente Culinair en JRE-Nederland. In 2022 vierde Carelshaven haar 250-jarig jubileum. Ter gelegenheid daarvan werd het predicaat “Hofleverancier” toegekend, en werd een bronzen standbeeld van graaf Carel van Wassenaer onthuld op het terrein.